# Principio e fine/Alice è cambiata
Principio e fine/Alice è cambiata è un singolo di Donatello.

## Il disco
Su Ciao 2001 il disco fu recensito in maniera dubbiosa per quel che riguarda i brani, pur apprezzando le doti dell'artista:

## Tracce
LATO A
1. Principio e fine (testo: Luigi Albertelli – musica: Maurizio Fabrizio; edizioni musicali Come il Vento/Pegaso)

LATO B
1. Alice è cambiata (testo: Gian Pieretti – musica: Ricky Gianco; edizioni musicali Nano)